# 덕진구
덕진구(德津區)는 대한민국 전북특별자치도 전주시 북부에 위치한 구이다. 구청사는 진북동에 있다.

## 역사

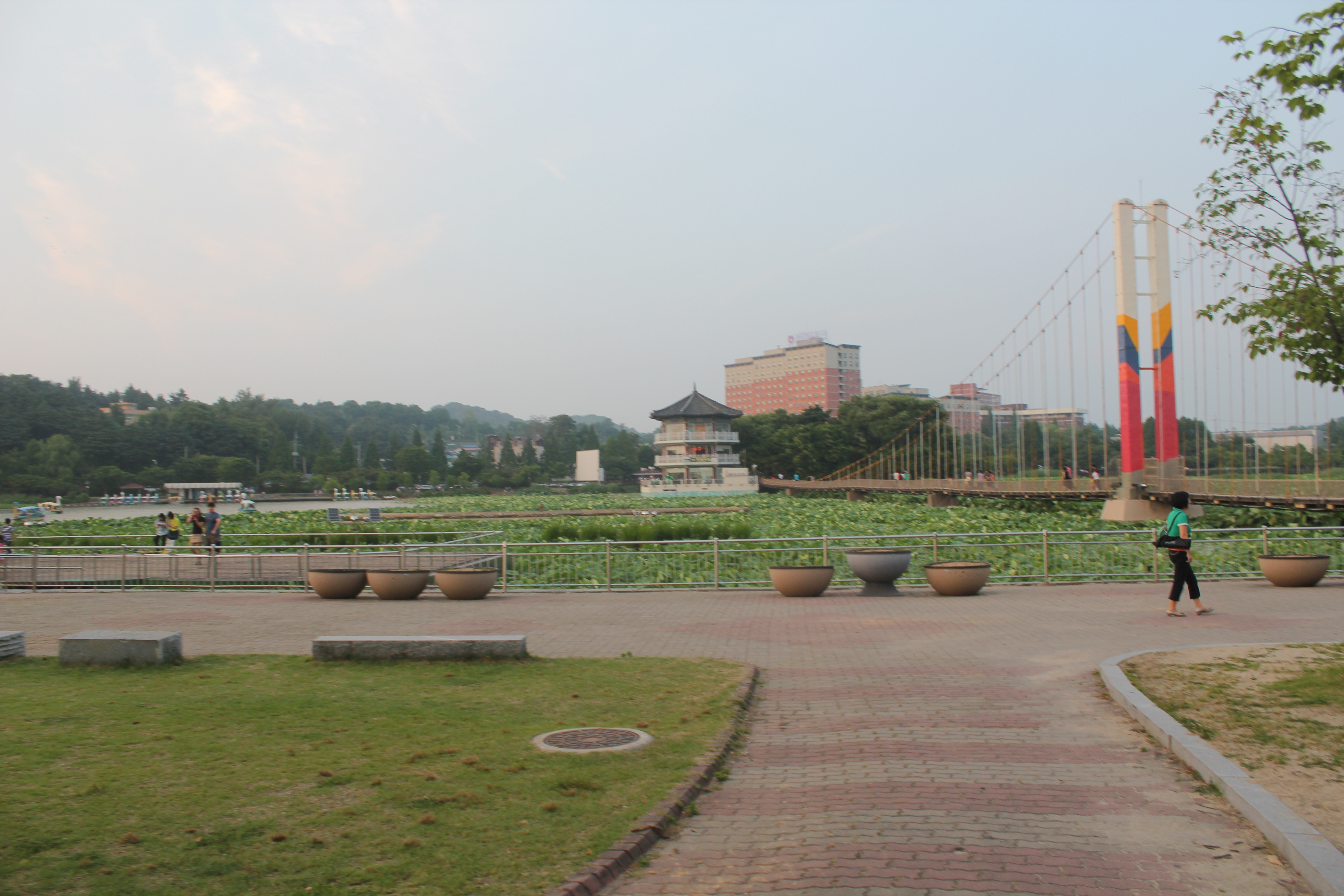
덕진공원

### 유래
덕진(德津)은 '큰 나루'라는 뜻으로, 동국여지승람에서는 현재의 덕진공원 호수를 '덕진지'(德津池)라고 쓰고 있다. 이 지역은 예부터 만경강으로 통하는 조운(漕運)의 구실을 한 중요 물길의 시발점이었다.
1988년 2개의 출장소를 개소할 당시 구성된 지명위원회에서 산수(山水)가 조화를 이뤄 덕(德)을 향유하고 완산칠봉(完山七峰)의 정기가 덕진의 나루를 타고 전주가 배출한 사람들을 통해 세계 만방에 뻗어 나가라는 뜻을 상징하여 '완산'과 '덕진'이라고 명칭을 정하였다.

### 연혁
- 1988년 7월 1일: 전주시 덕진출장소를 개소하였다.[6]
- 1989년 1월 1일: 완주군 용진면 산정리, 금상리가 우아동에 편입되었다.[7]
- 1989년 5월 1일: 덕진출장소가 덕진구로 승격하였다.[8] (16행정동)
- 1994년 12월 26일: 김제군 백구면 도덕리, 강흥리, 도도리와 용지면 남정리가 조촌동에 편입되었다.[9]
- 1996년 9월 1일: 우아동을 우아1동, 우아2동으로, 송천동을 송천1동, 송천2동으로 분동하였다.[10] (18행정동)
- 1998년 8월 1일: 전미동을 송천2동에 합동(合洞)하였다.[11] (17행정동)
- 2005년 8월 1일: 서노송동을 완산구로 이관하고,[12] 진북1동과 진북2동을 진북동으로 합동하였다.[13] (15행정동)
- 2018년 7월 1일: 전북혁신도시 지역(장동 일부, 만성동 일부, 완산구에서 편입된 중동)을 관할로 혁신동을 설치하였다. (16행정동)
- 2019년 10월 1일: 동산동의 행정동명을 여의동으로 변경하였다.
- 2020년 5월 15일: 법정동 동산동의 이름을 여의동2가로 변경하였다.
- 2023년 6월 30일: 여의동 관할이던 만성동(온고을로 북쪽 제외)을 혁신동에 편입하였다.
- 2025년 3월 10일: 금암1동, 금암2동을 금암동으로 합동하였다.

## 행정 구역
덕진구는 15행정동과 37법정동으로 구성되어 있다. 덕진구의 면적은 전주시 전체 면적(205.5 km2)의 55%에 해당하는 112.95 km2이고, 인구는 2019년 12월 말 주민등록 기준으로 31만5555 명, 13만 22 가구이다. 덕진구에서 인구가 가장 많은 행정동은 신시가지인 송천1동이고, 인구가 가장 적은 행정동은 팔복동이다.

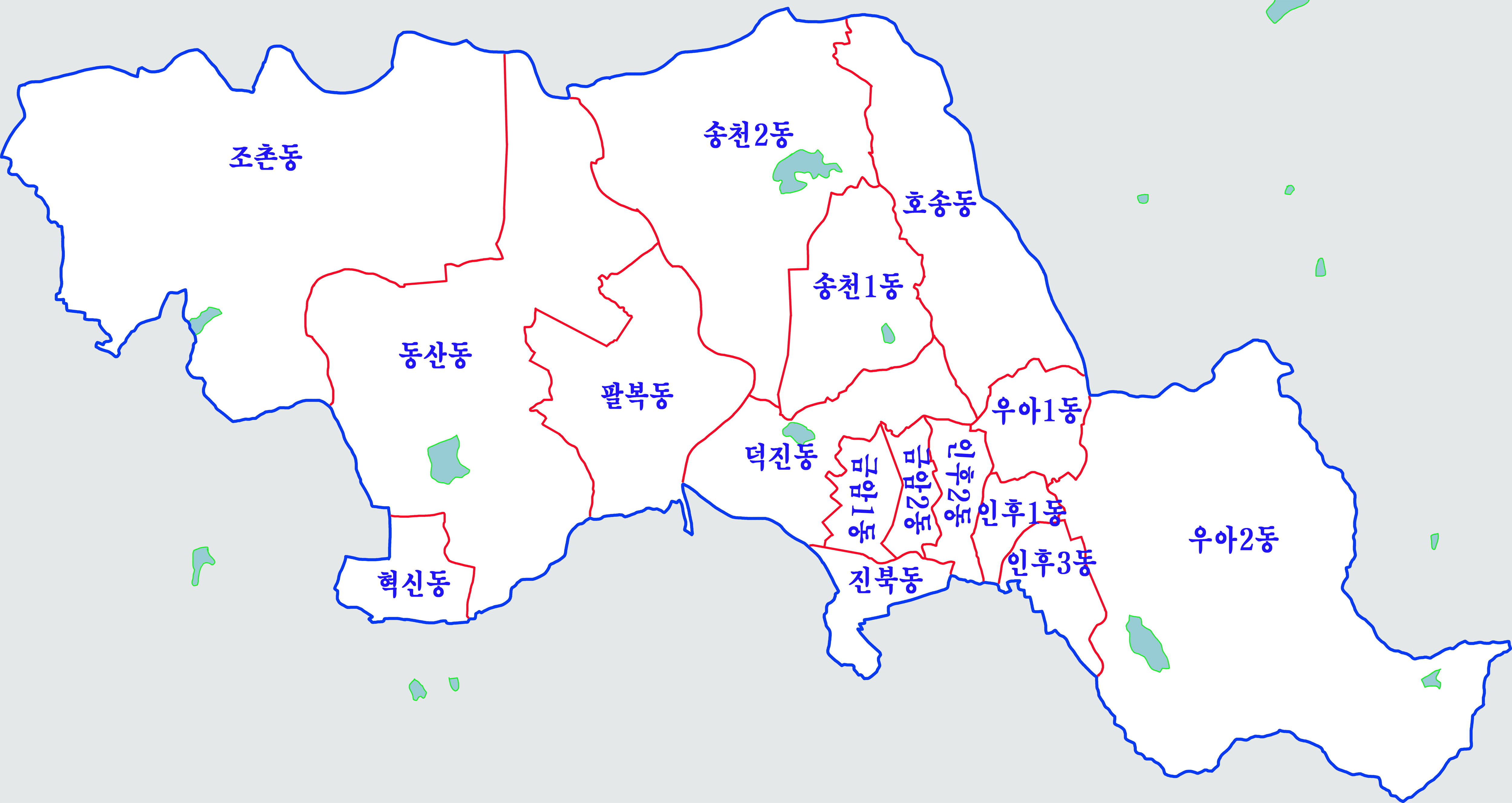
전주시 덕진구의 지도
- 지도에 혁신동의 관할 구역이 법정동 중동으로 한정해 실제보다 작게 표시되어 있다.

| 행정동  | 한자    | 면적 (km2) | 인구    | 세대    |
| ------- | ------- | ---------- | ------- | ------- |
| 진북동  | 鎭北洞  | 1.71       | 14,852  | 6,821   |
| 인후1동 | 麟後1洞 | 1.29       | 18,950  | 7,318   |
| 인후2동 | 麟後2洞 | 1.32       | 11,797  | 5,777   |
| 인후3동 | 麟後3洞 | 1.68       | 32,160  | 13,710  |
| 덕진동  | 德津洞  | 4.78       | 20,355  | 9,427   |
| 금암동  | 金岩洞  | 2.71       | 17,771  | 11,387  |
| 팔복동  | 八福洞  | 7.38       | 8,029   | 4,211   |
| 우아1동 | 牛牙1洞 | 1.44       | 9,965   | 4,704   |
| 우아2동 | 牛牙2洞 | 22.91      | 14,956  | 7,360   |
| 호성동  | 湖城洞  | 7.64       | 21,042  | 7,835   |
| 송천1동 | 松川1洞 | 4.79       | 59,125  | 20,428  |
| 송천2동 | 松川2洞 | 12.14      | 26,586  | 9,832   |
| 조촌동  | 助村洞  | 24.28      | 11,968  | 5,743   |
| 여의동  | 如意洞  | 15.71      | 29,997  | 11,726  |
| 혁신동  | 革新洞  | 3.33       | 17,900  | 5,462   |
| 덕진구  | 德津區  | 112.95     | 315,555 | 130,022 |

## 관광
- 한국소리문화의전당

전주시 덕진구 덕진동에 위치한 민간수탁 운영 종합 공연장으로, 예원예술대학교가 운영하고 있다. 2001년 9월에 개관했다.
- 전주한지박물관

덕진구 팔복동2가에 위치한 박물관으로 한지에 관한 많은 것들을 공부하고 체험할 수 있다.
- 혼불문학공원
- 덕진공원

## 교육 기관
- 중학교

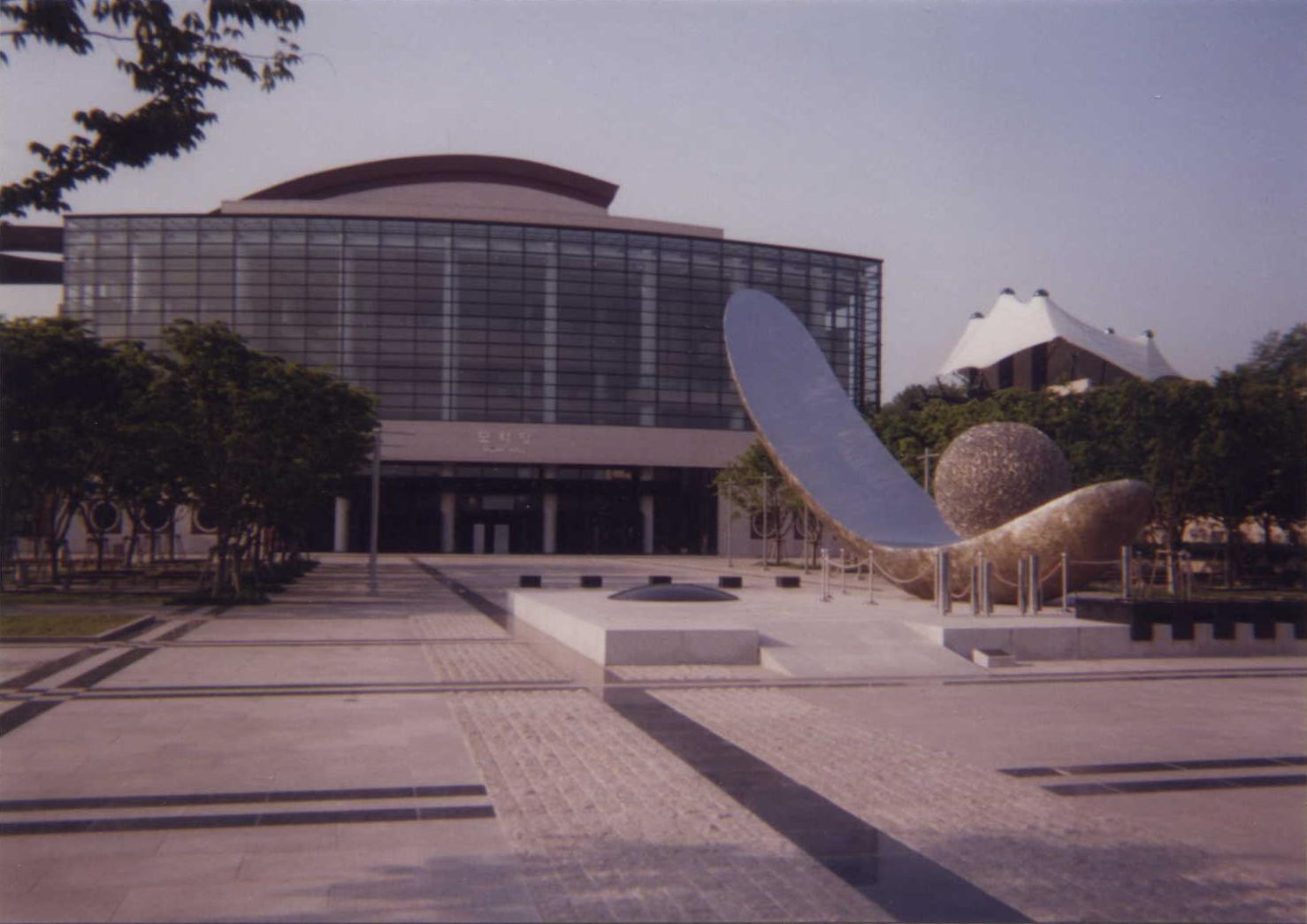
국립전북대학교

|                                    | \| 1학군 (신일중학교는 완산구에 소재) \| - 전주중앙중학교 - 전주동중학교 - 전주기린중학교 - 전라중학교 - 전주호성중학교 - 전주온고을중학교 - 전주우아중학교 - 전주전일중학교 - 전주아중중학교 \| \| 4학군 \| - 전주중학교 - 전주덕진중학교 - 전주덕일중학교 (타 학군에서도 지원 가능) - 전주솔빛중학교 - 전주용소중학교 - 전북중학교 - 전주오송중학교 \| |
| 1학군 (신일중학교는 완산구에 소재) | - 전주중앙중학교 - 전주동중학교 - 전주기린중학교 - 전라중학교 - 전주호성중학교 - 전주온고을중학교 - 전주우아중학교 - 전주전일중학교 - 전주아중중학교 |
| 4학군                              | - 전주중학교 - 전주덕진중학교 - 전주덕일중학교 (타 학군에서도 지원 가능) - 전주솔빛중학교 - 전주용소중학교 - 전북중학교 - 전주오송중학교 |

- 초등학교

|  | - 전주전일초등학교 - 전주진북초등학교 - 전주초포초등학교 - 전주팔복초등학교 - 전주금암초등학교 - 전주금평초등학교 - 전주기린초등학교 - 전주덕일초등학교 - 전주덕진초등학교 - 전주동북초등학교 - 전주동신초등학교 | - 전주만성초등학교 - 전주미산초등학교 - 전주반월초등학교 - 전주북일초등학교 - 전주북초등학교 - 전주송북초등학교 - 전주송원초등학교 - 전주송천초등학교 - 전주신동초등학교 - 전주아중초등학교 - 전주용덕초등학교 | - 전주원동초등학교 - 전주인봉초등학교 - 전주인후초등학교 - 전주장동초등학교 - 전주전라초등학교 - 전주조촌초등학교 - 전주용소초등학교 - 전주만수초등학교 - 전주오송초등학교 |

## 교통
- 전주시외버스터미널

전주역

1974년 전북고속이 인수한 이래 현재까지 운영되고 있으며, 2003년 전주고속버스터미널과 함께 전주시에서 이전을 검토했었으며, 2005년에는 전주월드컵경기장 주변에 전주고속버스터미널과 함께 이전을 검토하였으나, 장기 유보되었다. 전주의 주변권, 수도권, 강원권, 충청권, 영남권 등을 모두 운행한다.
- 전주고속버스터미널

덕진구 금암동에 위치한 고속버스 터미널이다.
- 전주역

한국철도 전라선의 철도역으로, 전북특별자치도 전주시 덕진구에 있다. 전라선을 운행하는 모든 새마을호, 무궁화호가 정차한다. 전주시의 교통 요충지이며, 2011년 10월 5일 전라선 복선 전철화가 개통되어, KTX가 정차하기 시작했다. 전주역에는 모든 KTX가 정차한다. 한옥으로 지어진 것이 특징이다.

## 스포츠
- 전주월드컵경기장

덕진구 반월동에 있는 K리그 전북 현대 모터스의 홈구장으로 사용되고 있다. 전주월드컵경기장 이전에 사용되던 전주종합경기장의 별명인 전주성(한옥식으로 디자인된 부분이 있고 입구가 성문으로 되어있어서 붙여진 별명)을 이어와 전주성이라 불린다. 합죽선을 형상화한 지붕, 솟대를 상징하는 기둥, 가야금의 12현을 상징하는 케이블이 지붕을 받치고 있다.

## 같이 보기
- 완산구
- 반고정닉